# Großer Preis von Portugal 1988
Der Große Preis von Portugal 1988 (offiziell XXII Grande Prémio de Portugal) fand am 25. September auf dem Autódromo Fernanda Pires da Silvaist in der Nähe von Estoril statt und war das 13. Rennen der Formel-1-Weltmeisterschaft 1988.

## Berichte

### Hintergrund
Nigel Mansell kehrte nach überstandener Windpocken-Erkrankung wieder ins Teilnehmerfeld zurück.
Mit Alain Prost (zweimal), Mansell und Ayrton Senna (jeweils einmal) traten drei ehemalige Sieger zu diesem Grand Prix an.

### Training
Prost sicherte sich die Pole-Position vor Senna, womit die bereits während der gesamten Saison bestehende McLaren-Dominanz im Training eine Fortsetzung fand. Niemand außer den beiden absolvierte eine Runde mit einer Durchschnittsgeschwindigkeit von mehr als 200 km/h. Ivan Capelli teilte sich die zweite Startreihe mit Gerhard Berger. Maurício Gugelmin im zweiten March qualifizierte sich für die fünfte Startposition vor Mansell.

### Rennen
Beim ersten Startversuch kam es zu einem Unfall, da Derek Warwicks Motor ausging und Andrea de Cesaris, Luis Pérez-Sala sowie Satoru Nakajima dem stehengebliebenen Arrows nicht rechtzeitig ausweichen konnten. Das Rennen wurde daraufhin mit der roten Flagge abgebrochen. Für Riccardo Patrese, der aufgrund von Motorproblemen den ersten Start nicht hatte bestreiten können, ergab sich dadurch die Möglichkeit, am zweiten Startversuch teilzunehmen.
Unmittelbar nach dem Neustart duellierten sich Senna und Prost mehrfach um die Führung. Dabei drängte der Brasilianer den Franzosen am Ende der ersten Runde sehr nah an die Boxengasse heran. Dieser wehrte sich jedoch erfolgreich, ging in Führung und verteidigte diese Position bis ins Ziel. Er äußerte sich nach dem Rennen sehr kritisch über Sennas Manöver.
In der 21. Runde fiel Senna zunächst hinter Capelli und kurz darauf hinter Berger zurück. Dieser drehte sich jedoch in Runde 36 ins Aus, nachdem er versehentlich einen Schalter zur Bedienung des Feuerlöschers gedrückt hatte.
Im 55. Umlauf kollidierten Senna und Mansell im Duell um den dritten Rang, als sie Jonathan Palmer überrunden wollten. Mansell schied aus. Senna musste die Box aufsuchen, um Reparaturen durchführen zu lassen. Infolgedessen zogen Michele Alboreto, Thierry Boutsen und Warwick an ihm vorbei. In der vorletzten Runde fiel Alboreto hinter Boutsen und Warwick zurück.

## Meldeliste
| Team                           | Nr. | Fahrer             | Chassis           | Motor                    | Reifen |
| ------------------------------ | --- | ------------------ | ----------------- | ------------------------ | ------ |
| Camel Team Lotus Honda         | 01  | Nelson Piquet      | Lotus 100T        | Honda RA168E 1.5 V6t     | G      |
| Camel Team Lotus Honda         | 02  | Satoru Nakajima    | Lotus 100T        | Honda RA168E 1.5 V6t     | G      |
| Tyrrell Racing Organisation    | 03  | Jonathan Palmer    | Tyrrell 017       | Ford Cosworth DFZ 3.5 V8 | G      |
| Tyrrell Racing Organisation    | 04  | Julian Bailey      | Tyrrell 017       | Ford Cosworth DFZ 3.5 V8 | G      |
| Canon Williams Team            | 05  | Nigel Mansell      | Williams FW12     | Judd CV 3.5 V8           | G      |
| Canon Williams Team            | 06  | Riccardo Patrese   | Williams FW12     | Judd CV 3.5 V8           | G      |
| West Zakspeed Racing           | 09  | Piercarlo Ghinzani | Zakspeed 881      | Zakspeed 1500/4 1.5 L4t  | G      |
| West Zakspeed Racing           | 10  | Bernd Schneider    | Zakspeed 881      | Zakspeed 1500/4 1.5 L4t  | G      |
| Honda Marlboro McLaren         | 11  | Alain Prost        | McLaren MP4/4     | Honda RA168E 1.5 V6t     | G      |
| Honda Marlboro McLaren         | 12  | Ayrton Senna       | McLaren MP4/4     | Honda RA168E 1.5 V6t     | G      |
| AGS Racing                     | 14  | Philippe Streiff   | AGS JH23          | Ford Cosworth DFZ 3.5 V8 | G      |
| Leyton House March Racing Team | 15  | Maurício Gugelmin  | March 881         | Judd CV 3.5 V8           | G      |
| Leyton House March Racing Team | 16  | Ivan Capelli       | March 881         | Judd CV 3.5 V8           | G      |
| USF&G Arrows Megatron          | 17  | Derek Warwick      | Arrows A10B       | Megatron M12/13 1.5 L4t  | G      |
| USF&G Arrows Megatron          | 18  | Eddie Cheever      | Arrows A10B       | Megatron M12/13 1.5 L4t  | G      |
| Benetton Formula Ltd           | 19  | Alessandro Nannini | Benetton B188     | Ford Cosworth DFR 3.5 V8 | G      |
| Benetton Formula Ltd           | 20  | Thierry Boutsen    | Benetton B188     | Ford Cosworth DFR 3.5 V8 | G      |
| Osella Squadra Corse           | 21  | Nicola Larini      | Osella FA1L       | Osella 890T 1.5 V8t      | G      |
| Rial Racing                    | 22  | Andrea de Cesaris  | Rial ARC1         | Ford Cosworth DFZ 3.5 V8 | G      |
| Lois Minardi Team              | 23  | Pierluigi Martini  | Minardi M188      | Ford Cosworth DFZ 3.5 V8 | G      |
| Lois Minardi Team              | 24  | Luis Pérez-Sala    | Minardi M188      | Ford Cosworth DFZ 3.5 V8 | G      |
| Ligier Loto                    | 25  | René Arnoux        | Ligier JS31       | Judd CV 3.5 V8           | G      |
| Ligier Loto                    | 26  | Stefan Johansson   | Ligier JS31       | Judd CV 3.5 V8           | G      |
| Scuderia Ferrari SpA SEFAC     | 27  | Michele Alboreto   | Ferrari F1-87/88C | Ferrari 033E 1.5 V6t     | G      |
| Scuderia Ferrari SpA SEFAC     | 28  | Gerhard Berger     | Ferrari F1-87/88C | Ferrari 033E 1.5 V6t     | G      |
| Larrousse Calmels              | 29  | Yannick Dalmas     | Lola LC88         | Ford Cosworth DFZ 3.5 V8 | G      |
| Larrousse Calmels              | 30  | Philippe Alliot    | Lola LC88         | Ford Cosworth DFZ 3.5 V8 | G      |
| Coloni SpA                     | 31  | Gabriele Tarquini  | Coloni FC188      | Ford Cosworth DFZ 3.5 V8 | G      |
| EuroBrun Racing                | 32  | Oscar Larrauri     | EuroBrun ER188    | Ford Cosworth DFZ 3.5 V8 | G      |
| EuroBrun Racing                | 33  | Stefano Modena     | EuroBrun ER188    | Ford Cosworth DFZ 3.5 V8 | G      |
| BMS Scuderia Italia            | 36  | Alex Caffi         | Dallara F188      | Ford Cosworth DFZ 3.5 V8 | G      |

## Klassifikationen

### Qualifying
| Pos. | Fahrer             | Konstrukteur    | Vorqualifikation | Vorqualifikation  | 1. Qualifikationstraining | 1. Qualifikationstraining | 2. Qualifikationstraining | 2. Qualifikationstraining | Start |
| Pos. | Fahrer             | Konstrukteur    | Zeit             | Ø-Geschwindigkeit | Zeit                      | Ø-Geschwindigkeit         | Zeit                      | Ø-Geschwindigkeit         | Start |
| ---- | ------------------ | --------------- | ---------------- | ----------------- | ------------------------- | ------------------------- | ------------------------- | ------------------------- | ----- |
| 01   | Alain Prost        | McLaren-Honda   | –                | –                 | 1:18,378                  | 199,801 km/h              | 1:17,411                  | 202,297 km/h              | 01    |
| 02   | Ayrton Senna       | McLaren-Honda   | –                | –                 | 1:18,032                  | 200,687 km/h              | 1:17,869                  | 201,107 km/h              | 02    |
| 03   | Ivan Capelli       | March-Judd      | –                | –                 | 1:20,390                  | 194,800 km/h              | 1:18,812                  | 198,701 km/h              | 03    |
| 04   | Gerhard Berger     | Ferrari         | –                | –                 | 1:20,065                  | 195,591 km/h              | 1:18,903                  | 198,472 km/h              | 04    |
| 05   | Maurício Gugelmin  | March-Judd      | –                | –                 | 1:20,791                  | 193,833 km/h              | 1:19,045                  | 198,115 km/h              | 05    |
| 06   | Nigel Mansell      | Williams-Judd   | –                | –                 | 1:20,908                  | 193,553 km/h              | 1:19,131                  | 197,900 km/h              | 06    |
| 07   | Michele Alboreto   | Ferrari         | –                | –                 | 1:21,647                  | 191,801 km/h              | 1:19,372                  | 197,299 km/h              | 07    |
| 08   | Nelson Piquet      | Lotus-Honda     | –                | –                 | 1:19,551                  | 196,855 km/h              | 1:19,872                  | 196,064 km/h              | 08    |
| 09   | Alessandro Nannini | Benetton-Ford   | –                | –                 | 1:21,008                  | 193,314 km/h              | 1:19,572                  | 196,803 km/h              | 09    |
| 10   | Derek Warwick      | Arrows-Megatron | –                | –                 | 1:21,240                  | 192,762 km/h              | 1:19,603                  | 196,726 km/h              | 10    |
| 11   | Riccardo Patrese   | Williams-Judd   | –                | –                 | 1:19,878                  | 196,049 km/h              | 1:19,797                  | 196,248 km/h              | 11    |
| 12   | Andrea de Cesaris  | Rial-Ford       | –                | –                 | 1:21,386                  | 192,416 km/h              | 1:19,940                  | 195,897 km/h              | 12    |
| 13   | Thierry Boutsen    | Benetton-Ford   | –                | –                 | 1:20,700                  | 194,052 km/h              | 1:20,314                  | 194,985 km/h              | 13    |
| 14   | Pierluigi Martini  | Minardi-Ford    | –                | –                 | 1:21,292                  | 192,639 km/h              | 1:20,741                  | 193,954 km/h              | 14    |
| 15   | Yannick Dalmas     | Lola-Ford       | –                | –                 | 1:21,655                  | 191,782 km/h              | 1:20,748                  | 193,937 km/h              | 15    |
| 16   | Satoru Nakajima    | Lotus-Honda     | –                | –                 | 1:22,496                  | 189,827 km/h              | 1:20,783                  | 193,853 km/h              | 16    |
| 17   | Alex Caffi         | Dallara-Ford    | 1:21,468         | 192,223 km/h      | 1:22,349                  | 190,166 km/h              | 1:20,922                  | 193,520 km/h              | 17    |
| 18   | Eddie Cheever      | Arrows-Megatron | –                | –                 | 1:21,519                  | 192,102 km/h              | 1:20,965                  | 193,417 km/h              | 18    |
| 19   | Luis Pérez-Sala    | Minardi-Ford    | –                | –                 | 1:21,909                  | 191,188 km/h              | 1:21,094                  | 193,109 km/h              | 19    |
| 20   | Philippe Alliot    | Lola-Ford       | –                | –                 | 1:21,809                  | 191,421 km/h              | 1:21,096                  | 193,104 km/h              | 20    |
| 21   | Philippe Streiff   | AGS-Ford        | –                | –                 | 1:21,644                  | 191,808 km/h              | 1:21,418                  | 192,341 km/h              | 21    |
| 22   | Jonathan Palmer    | Tyrrell-Ford    | –                | –                 | 1:22,797                  | 189,137 km/h              | 1:21,788                  | 191,471 km/h              | 22    |
| 23   | René Arnoux        | Ligier-Judd     | –                | –                 | 1:22,786                  | 189,162 km/h              | 1:21,790                  | 191,466 km/h              | 23    |
| 24   | Stefan Johansson   | Ligier-Judd     | –                | –                 | 1:22,778                  | 189,181 km/h              | 1:22,035                  | 190,894 km/h              | 24    |
| 25   | Nicola Larini      | Osella          | 1:23,051         | 188,559 km/h      | 1:22,883                  | 188,941 km/h              | 1:22,119                  | 190,699 km/h              | 25    |
| 26   | Gabriele Tarquini  | Coloni-Ford     | 1:23,807         | 186,858 km/h      | 1:23,057                  | 188,545 km/h              | 1:22,170                  | 190,581 km/h              | 26    |
| DNQ  | Julian Bailey      | Tyrrell-Ford    | –                | –                 | 1:22,946                  | 188,798 km/h              | 1:22,296                  | 190,289 km/h              | –     |
| DNQ  | Piercarlo Ghinzani | Zakspeed        | –                | –                 | 1:24,127                  | 186,147 km/h              | 1:22,549                  | 189,706 km/h              | –     |
| DNQ  | Stefano Modena     | EuroBrun-Ford   | 1:24,076         | 186,260 km/h      | 1:23,075                  | 188,504 km/h              | 1:23,232                  | 188,149 km/h              | –     |
| DNQ  | Bernd Schneider    | Zakspeed        | –                | –                 | 1:23,393                  | 187,786 km/h              | 1:23,300                  | 187,995 km/h              | –     |
| DNPQ | Oscar Larrauri     | EuroBrun-Ford   | 1:25,146         | 183,919 km/h      | keine Zeit                | –                         | keine Zeit                | –                         | –     |

### Rennen
| Pos. | Fahrer             | Konstrukteur    | Runden | Stopps | Zeit        | Start | Schnellste Runde |
| ---- | ------------------ | --------------- | ------ | ------ | ----------- | ----- | ---------------- |
| 01   | Alain Prost        | McLaren-Honda   | 70     | 0      | 1:37:40,958 | 01    | 1:22,063         |
| 02   | Ivan Capelli       | March-Judd      | 70     | 0      | + 9,553     | 03    | 1:22,074         |
| 03   | Thierry Boutsen    | Benetton-Ford   | 70     | 0      | + 44,619    | 13    | 1:21,992         |
| 04   | Derek Warwick      | Arrows-Megatron | 70     | 0      | + 1:07,419  | 10    | 1:23,043         |
| 05   | Michele Alboreto   | Ferrari         | 70     | 0      | + 1:11,884  | 07    | 1:22,123         |
| 06   | Ayrton Senna       | McLaren-Honda   | 70     | 1      | + 1:18,269  | 02    | 1:22,852         |
| 07   | Alex Caffi         | Dallara-Ford    | 69     | 0      | + 1 Runde   | 17    | 1:22,960         |
| 08   | Luis Pérez-Sala    | Minardi-Ford    | 68     | 0      | + 2 Runden  | 19    | 1:24,301         |
| 09   | Philippe Streiff   | AGS-Ford        | 68     | 0      | + 2 Runden  | 21    | 1:24,785         |
| 10   | René Arnoux        | Ligier-Judd     | 68     | 0      | + 2 Runden  | 23    | 1:24,954         |
| 11   | Gabriele Tarquini  | Coloni-Ford     | 65     | 0      | + 5 Runden  | 26    | 1:25,291         |
| 12   | Nicola Larini      | Osella          | 63     | 0      | + 7 Runden  | 25    | 1:23,715         |
| –    | Maurício Gugelmin  | March-Judd      | 59     | 0      | DNF         | 05    | 1:23,138         |
| –    | Nigel Mansell      | Williams-Judd   | 54     | 0      | DNF         | 06    | 1:22,581         |
| –    | Jonathan Palmer    | Tyrrell-Ford    | 53     | 0      | DNF         | 22    | 1:24,950         |
| –    | Alessandro Nannini | Benetton-Ford   | 52     | 0      | DNF         | 09    | 1:22,563         |
| –    | Gerhard Berger     | Ferrari         | 35     | 0      | DNF         | 04    | 1:21,961         |
| –    | Nelson Piquet      | Lotus-Honda     | 34     | 0      | DNF         | 08    | 1:23,362         |
| –    | Riccardo Patrese   | Williams-Judd   | 29     | 0      | DNF         | 11    | 1:23,907         |
| –    | Pierluigi Martini  | Minardi-Ford    | 27     | 0      | DNF         | 14    | 1:23,918         |
| –    | Yannick Dalmas     | Lola-Ford       | 20     | 0      | DNF         | 15    | 1:24,647         |
| –    | Satoru Nakajima    | Lotus-Honda     | 16     | 0      | DNF         | 16    | 1:26,094         |
| –    | Andrea de Cesaris  | Rial-Ford       | 11     | 0      | DNF         | 12    | 1:24,390         |
| –    | Eddie Cheever      | Arrows-Megatron | 10     | 0      | DNF         | 18    | 1:25,073         |
| –    | Philippe Alliot    | Lola-Ford       | 7      | 0      | DNF         | 20    | 1:26,109         |
| –    | Stefan Johansson   | Ligier-Judd     | 4      | 0      | DNF         | 24    | 1:26,153         |

## WM-Stände nach dem Rennen
Die ersten sechs des Rennens bekamen 9, 6, 4, 3, 2 bzw. 1 Punkt(e). In der Fahrerwertung wurden die besten elf Resultate, in der Konstrukteurswertung alle Resultate gewertet.

### Fahrerwertung
| Pos. | Fahrer             | Konstrukteur    | Punkte |
| ---- | ------------------ | --------------- | ------ |
| 01   | Alain Prost        | McLaren-Honda   | 81     |
| 02   | Ayrton Senna       | McLaren-Honda   | 76     |
| 03   | Gerhard Berger     | Ferrari         | 37     |
| 04   | Michele Alboreto   | Ferrari         | 24     |
| 05   | Thierry Boutsen    | Benetton-Ford   | 21     |
| 06   | Nelson Piquet      | Lotus-Honda     | 18     |
| 07   | Derek Warwick      | Arrows-Megatron | 17     |
| 08   | Ivan Capelli       | March-Judd      | 16     |
| 09   | Eddie Cheever      | Arrows-Megatron | 6      |
| 10   | Nigel Mansell      | Williams-Judd   | 6      |
| 11   | Alessandro Nannini | Benetton-Ford   | 6      |
| 12   | Jonathan Palmer    | Tyrrell-Ford    | 5      |
| 13   | Maurício Gugelmin  | March-Judd      | 5      |
| 14   | Andrea de Cesaris  | Rial-Ford       | 3      |
| 15   | Riccardo Patrese   | Williams-Judd   | 2      |
| 16   | Pierluigi Martini  | Minardi-Ford    | 1      |
| 17   | Satoru Nakajima    | Lotus-Honda     | 1      |

| Pos. | Fahrer               | Konstrukteur  | Punkte |
| ---- | -------------------- | ------------- | ------ |
| 18   | Yannick Dalmas       | Lola-Ford     | 0      |
| 19   | Alex Caffi           | Dallara-Ford  | 0      |
| 20   | Martin Brundle       | Williams-Judd | 0      |
| 21   | Luis Pérez-Sala      | Minardi-Ford  | 0      |
| 22   | Gabriele Tarquini    | Coloni-Ford   | 0      |
| 23   | Stefan Johansson     | Ligier-Judd   | 0      |
| 24   | Philippe Alliot      | Lola-Ford     | 0      |
| 25   | Philippe Streiff     | AGS-Ford      | 0      |
| 26   | Julian Bailey        | Tyrrell-Ford  | 0      |
| 27   | Nicola Larini        | Osella        | 0      |
| 28   | René Arnoux          | Ligier-Judd   | 0      |
| 29   | Stefano Modena       | EuroBrun-Ford | 0      |
| 30   | Jean-Louis Schlesser | Williams-Judd | 0      |
| 31   | Bernd Schneider      | Zakspeed      | 0      |
| 32   | Oscar Larrauri       | EuroBrun-Ford | 0      |
| 33   | Piercarlo Ghinzani   | Zakspeed      | 0      |
| 34   | Adrián Campos        | Minardi-Ford  | 0      |

### Konstrukteurswertung
| Pos. | Konstrukteur    | Punkte |
| ---- | --------------- | ------ |
| 01   | McLaren-Honda   | 157    |
| 02   | Ferrari         | 61     |
| 03   | Benetton-Ford   | 27     |
| 04   | Arrows-Megatron | 23     |
| 05   | March-Judd      | 21     |
| 06   | Lotus-Honda     | 19     |
| 07   | Williams-Judd   | 8      |
| 08   | Tyrrell-Ford    | 5      |
| 09   | Rial-Ford       | 3      |

| Pos. | Konstrukteur  | Punkte |
| ---- | ------------- | ------ |
| 10   | Minardi-Ford  | 1      |
| 11   | Lola-Ford     | 0      |
| 12   | Dallara-Ford  | 0      |
| 13   | Coloni-Ford   | 0      |
| 14   | Ligier-Judd   | 0      |
| 15   | AGS-Ford      | 0      |
| 15   | Osella        | 0      |
| 17   | EuroBrun-Ford | 0      |
| 18   | Zakspeed      | 0      |